# Halthia
Halthia là một chi bướm đêm thuộc họ Geometridae.